# Yggdrasil Linux
Yggdrasil Linux war eine der ersten Linux-Distributionen. Sie wurde von Adam J. Richters Firma Yggdrasil entwickelt und wird als die erste kommerzielle Linux-Distribution für einen breiten Anwenderkreis angesehen.

## Distribution

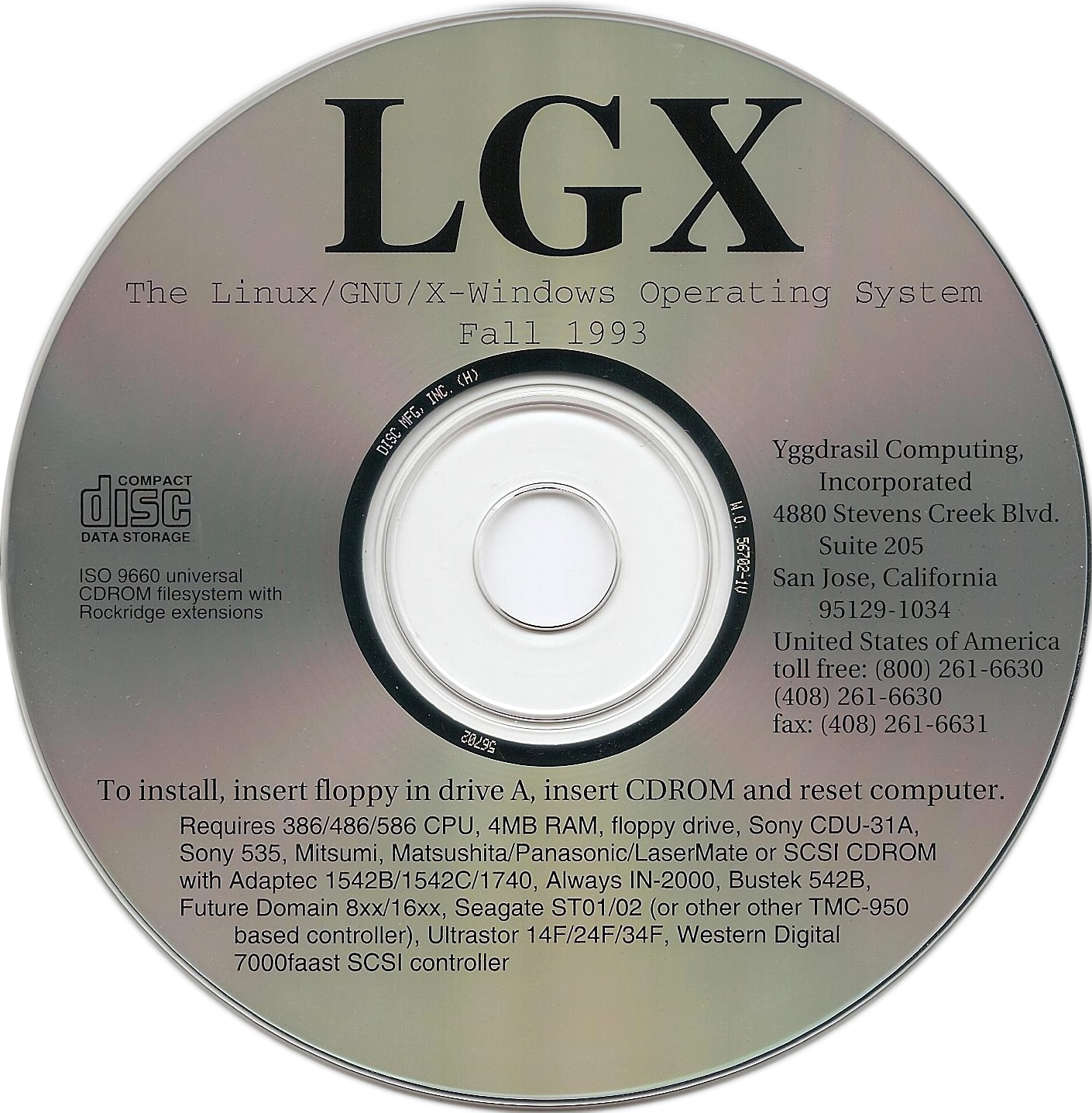
CD-ROM der LGX-Yggdrasil-Linux-Distribution Ausgabe "Herbst 1993"

Yggdrasil Linux wurde ab November 1992 auf CD-ROM ausgeliefert. Sie konnte sogar als Live-CD gestartet werden. In damaligen Printausgaben von HOWTOs wurde Yggdrasil Linux häufig als „Plug-and-Play-Linux“ aufgeführt, da es über eine heute selbstverständliche Hardware-Erkennung verfügte.
Die 1995 eingestellte Distribution ist immer noch erhältlich. Interessant könnte sie für Personen sein, die Support für alte Hardware benötigen oder generell Interesse an der geschichtlichen Entwicklung von Linux haben.

## Person und Unternehmen
Neben der Linux-Distribution verlegte das Unternehmen Yggdrasil einige der ersten Bücher zum Thema Linux-Kompilierung und trug maßgeblich zur Entwicklung des Dateisystems und des X Window Systems bei.
Adam J. Richter spielte eine Schlüsselrolle in all diesen Entwicklungen und unterstützte eine Gruppe von kleinen Linux-Firmen und Enthusiasten. Derzeit bietet Richter Software Consulting an und arbeitet immer noch am Linux-Kernel. Außerdem besucht er häufig Linux-Veranstaltungen im nördlichen Kalifornien.

## Wortherkunft
Der Name Yggdrasil steht für die Weltenesche in der germanischen Mythologie.